# Феррари, Франческо (художник)
 Франческо Феррари (итал. Francesco Ferrari, 25 января 1634, Ровиго — 23 декабря 1708, Феррара) — итальянский живописец, архитектор и декоратор периода позднего барокко. Работал в Ферраре, на Севере Италии и в Австрии, в Вене.
Франческо родился недалеко от Ровиго (Венето), городе на полпути между Феррарой и Падуей. Он рано стал заниматься живописью при поддержке отца Джован Рокко, торговца по профессии. В 1648—1649 годах он начал работать вместе с болонским живописцем Габриэле Росси, который выполнял декоративные росписи в стиле «квадратура» (с изображениями воображаемой архитектуры) на стенах вилл и палаццо венецианских патрициев.
В 1650 году, когда ему было всего шестнадцать лет, Франческо отправился в Феррару, где вместе с другими художниками писал декорации для театра Сан-Лоренцо. Его ранние работы не сохранились.
В 1666 году Франческо познакомился в Ферраре со знаменитым театральным архитектором Людовико Бурначини, который уговорил его уехать в Австрию для работы при императорском дворе Леопольда I в Вене вместе с архитекторами Р. Убальдини и К. Пасетти и болонским «квадратуристом» М. Альдровандини.
В 1667 году Франческо Феррари вернулся в Феррару в связи с рождением сына Антонио Феличе. Он также работал в театрах и в разных городах Италии в качестве архитектора,
Около 1671 года Франческо выполнил роспись плафона пресбитерия церкви Иль-Джезу на тему «Церковь Торжествующая». Его крупнейшее декоративное предприятие в Ферраре — работа для пригородной церкви Сан-Джорджо, которую он начал в 1690 году с помощью многочисленных сотрудников, включая его сына Антонио Феличе, который стал его усердным помощником.
Среди учеников Франческо Феррари были Морнаси, Грассалеони, Паджи, Раффанелли, Джакомо Филиппи и, превзошедший остальных, Антонио Феличе Феррари, его сын. Отца и сына Феррари часто привлекали для различных реставрационных работ. Среди последних работ художника — «Распятие», фреска, созданная в 1706 году на фасаде дома Дж. Буччи в Ферраре (не сохранилась).
Художник умер в Ферраре 23 декабря 1708 года и был похоронен в базилике Санта-Мария-ин-Вадо.